# Песета
Песе́та (на испански: peseta) е историческа парична единица на Испания от 1869 до 2002 година. Била е и de facto парична единица в Андора наравно с френския франк. Песетата се дели на 100 сентимо или 4 реала, но те са извадени от обращение през 1970-те.

## Етимология
Названието произлиза от каталонската дума „peceta“, означаваща „късче“. Терминът песета се употребява и в Пуерто Рико за американската монета от четвърт долар.

## История
Песетата е въведена през 1869 г. малко след като Испания се присъединява към Латинския валутен съюз. Испанският закон от 26 юни 1864 г. обявява подготовката за влизане в Латинския паричен съюз. Песетата заменя ескудото в съотношение 2½ песета = 1 ескудо. Една песета е еквивалентна на 4,5 грама сребро или 0,290322 грама злато, което обикновено се използва от всички валути на Латинския паричен съюз. От 1873 г. като стандарт е приет само златният валутен еквивалент. Политическата нестабилност в началото на 20 век заличава валутния съюз, въпреки че той официално престава да съществува едва през 1927 г.
През 1959 г. Испания влиза в Бретън-Удската система като изкуствено обвързва песетата към щатския долар в съотношение 60 песети = 1 долар. През 1967 г. песетата се обезценява след британския паунд, поддържайки обменния курс на 168 песети = 1 паунд и създавайки нов курс от 70 песети за 1 щатски долар.
След въвеждането на еврото през 1999 г. песетата е заменена с него през 2002 г. Обменният курс тогава е 1 евро = 166,386 песети. Интересна особеност на испанската песета е, че датата се обозначава върху нея по два начина. Големите цифри показват годината, в която е започнала емисията на дадена серия монети, докато действителната година на сечене на определена монета е изобразена с малки числа, видими само под лупа, върху декоративните елементи на монетата (обикновено шестоъгълни звезди).

## Монети
През 1869 и 1870 г. са въведени монети в купюри от 1, 2, 5, 10 и 50 сентимо, както и 1, 2 и 5 песети. Четирите най-малки деноминации са изсечени от мед, а монетите от 50 сентимо, 1, 2 и 5 песети са изсечени от сребро. Златните монети от 25 песети са въведени през 1876 г., след монетите от 20 песети. През 1889 г. в обращение са въведени монети от 20 песети, като емитирането на 25 песети е спряно. През 1897 г. е направена еднократна емисия златни монети с номинал 100 песети. Издаването на златни монети е спряно през 1904 г. Последните бронзови монети са издадени през 1912 г.
Производството на монети продължава през 1925 г. с въвеждането на медно-никеловите 25 сентимо. През 1926 г. е издадена последната емисия монети от сребърни 50 сентимо, последвана от пускането през 1927 г. на 25 сентимо, които са с дупка в самата монета.
През 1934 г. Втората испанска република емитира монети в купюри от 25, 50 сентимо и 1 песета. Монетите от 25 сентимо и сребърната монета от 1 песета са със същия размер и състав като по-ранната кралска емисия. Разликата е, че монетите от 50 сентимо са изсечени от мед. През 1935 г. са въведени железни монети от 5 сентимо заедно с месингова монета от 1 песета. Последната републиканска емисия през 1938 г. включва медни монети с дупка от 25 сантима.

## Галерия
- Испанска банкнота от 50 песети от 1874 година
- Монета от 25 песети с дупка в нея
- Паметник на песетата в Естепона